# Huliaipole
Huliaipole (em ucraniano:  Гуляйполе) é uma cidade da Ucrânia, situada no Oblast de Zaporíjia. Tem 23,1 km² de área e sua população em 2020 foi estimada em 13.262 habitantes.